# Erwin Wurm
Pour les articles homonymes, voir Wurm.
Erwin Wurm, né en 1954 à Bruck an der Mur (Autriche), est un artiste autrichien.

## Biographie
Après avoir étudié l'histoire de l'art, les langues et la littérature, Wurm approfondit sa connaissance en théorie de l'art à l'école d'art appliqué de Vienne dans les années 1980. S’inspirant des traditions de l’art conceptuel et de l’art minimal, les premiers travaux de Wurm sont une recherche sur la définition de la sculpture. Ils s’inscrivent dans cette filiation et développent une réflexion autour de notions comme « le volume, les trois dimensions, le rapport à l'espace, l'enveloppe ».
En 1990 apparaissent les premières œuvres de Wurm. Dans ces Dust Sculptures,, de la poussière sur des socles et dans des vitrines vides. Ces vitrines vides reflétaient l’absence des objets. Quatre ans après, en 1993 une modification décisive apparaît dans son travail avec une nouvelle idée de remplissage de l’espace. Volume, poids, statique et forme étaient alors exposés de façon originale. Le mélange de ces éléments faisait apparaître le rapport du corps à l'intime.
C’est après la mort de ses deux parents que Wurm donne à son travail un tour entièrement nouveau. Contrairement à l’art conceptuel, la dématérialisation de la sculpture ne conduit pas simplement à des textes et des phrases. Les paramètres de la sculpture n’étant plus respectés, il introduit par le biais de la photographie la notion de temps. Dans des espaces privés ou publics des personnages se retrouvaient dans des positions et des situations arrangées et souvent drôles avec ou sans objets. C’est ainsi qu’apparaissent les One Minute Sculptures en 1997 qui prennent la forme d'un protocole dessiné ou rédigé en termes laconiques invitant à prendre diverses postures comme « se tenir debout sur deux melons le plus longtemps possible, rester cinq minutes les pieds dans un seau avec un autre sur la tête, garder deux champignons fichés dans les narines ou se coucher sur des balles de tennis ».
« J'avais gardé jusqu'alors, séparées par une paroi étanche, les problématiques de l'art et de la vie. C'est alors que j'ai brisé cette frontière. J'ai également donné une place et une valeur à ce que l'on rejette ou ce que l'on cache habituellement : le ridicule, l'échec. Le jeu possède à mon sens une grande force, un vrai pouvoir de subversion. L'humour et le jeu permettent vraiment de soulever beaucoup de questions, de faire passer beaucoup de choses sans se montrer blessant ou doctrinaire. »
Les instructions très présentes dans les œuvres de Wurm, sont souvent directement retranscrites sur l’objet à utiliser, si bien que l’utilisateur peut entrer en contact avec la sculpture.
À partir de 1999, le travail de Wurm sort des musées et des galeries d'art pour investir la rue. En cette même année au Printemps de Cahors, il recrute par voie de presse des volontaires qui exécutent, sous sa direction, diverses facéties. Le résultat est enregistré par la photographie et présenté dans la ville sur des caissons publicitaires lumineux. Lors de la Biennale de Bienne en Suisse en 2000, il place un socle en pleine rue avec l'inscription Be a dog for one minute
Il présente ensuite, en 2001, Instruction for Idleness, indiquant photographies à l'appui comment être oisif , caricaturant l'image populaire de l'artiste rêveur. En 2002, Instructions on How to Be Politically Incorrect, indiquant photographies à l'appui comment « cracher dans la soupe du voisin à table, faire pipi sur le tapis du salon au beau milieu d'une réunion mondaine ou cacher une bombe dans son pantalon »
Ses œuvres plus récentes interrogent la société de consommation mais aussi les apparences et la réalité qu’elles masquent, montrent des personnages difformes, des voitures ou des maisons boursouflées. Toutes rappellent de près ou de loin les premiers travaux de Wurm. Mais celles- ci sont plus mystérieuses, jouent davantage avec les échelles et sont « remplies » de questions et peut-être de critiques. La recherche plastique semble avoir laissé la place à la recherche métaphysique. La Fat House (2003) filmée en vidéo s'interroge : « Suis-je de l'art parce que je suis grosse ? ». « Malgré une apparence de démocratie, déclare l'artiste, nous vivons sous une forme de dictature économique de plus en plus forte. Les inégalités se creusent et nous vivons les uns les autres dans des réalités de plus en plus éloignées. Mon travail est très lié à ce constat. J'ai été élevé dans les années 1960-1970 et le monde d'aujourd'hui est de plus en plus dominé par l'argent, que ce soit le monde du travail, celui de la mode ou même de l'art... J'en fais partie et par conséquent je pose des questions. »

## Œuvres
L’œuvre de Wurm s’inscrit dans la transformation des objets banals en sculptures ayant une apparence absurde. La création d’une œuvre est alors pour Wurm une procédure d’émancipation : c’est libérer les objets de leur contexte familier et leur donner un sens hors de commun. C’est aussi un processus de remise en question des objets du quotidien. Son travail conserve l’inspiration majeure de ce mouvement, qui nous sollicite à explorer l’« art » dans le déroulement du quotidien et dans les conditions de l’existence singulière de l’objet banal.

## Clins d'œil
- Le groupe américain Red Hot Chili Peppers, s'inspire des « One Minute Sculptures » d'Erwin Wurm pour son clip Can't stop, extrait de l'album By the way en 2002.

## Galerie photos

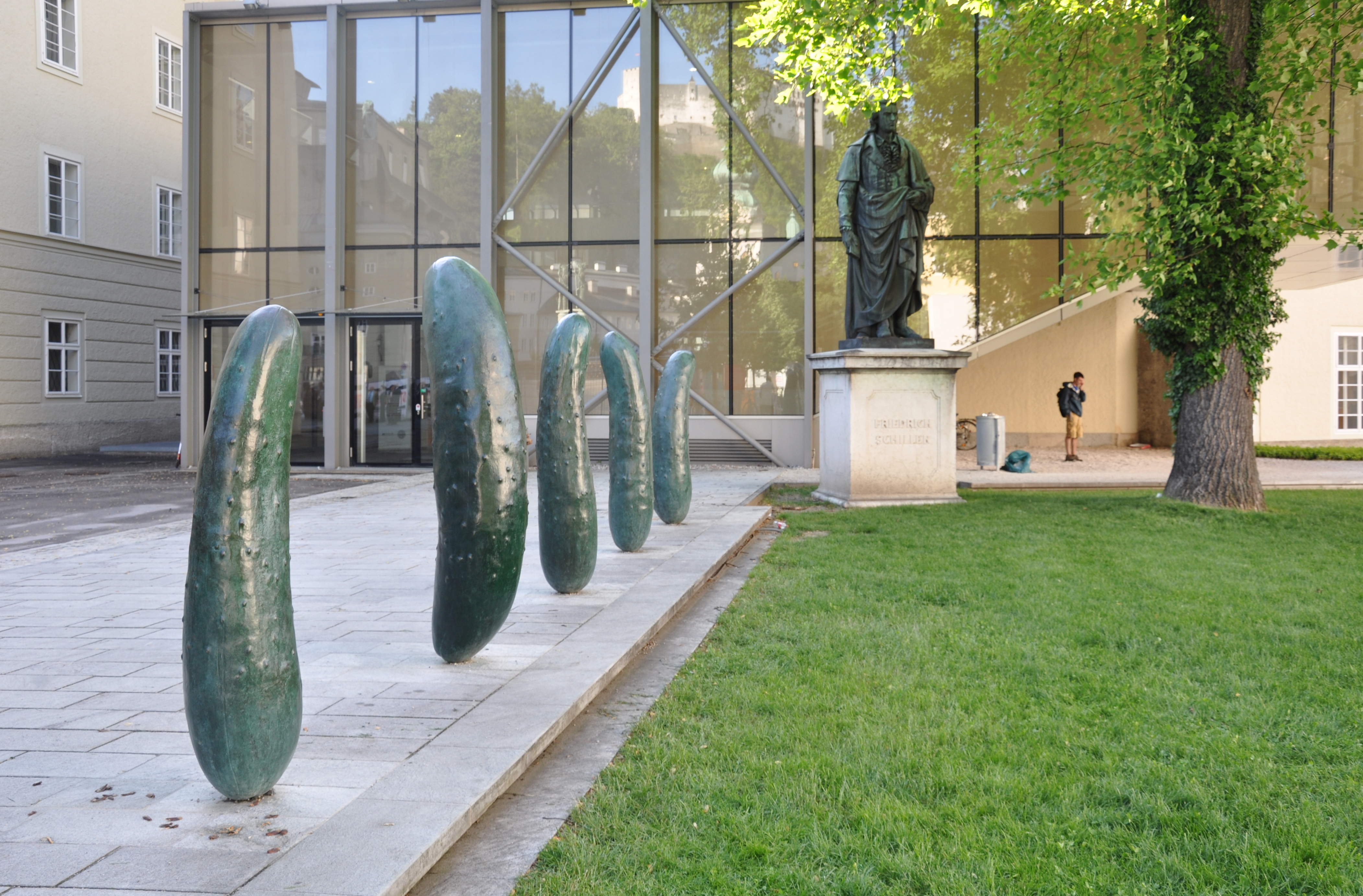
Gurken, Salzburg Furtwänglerpark
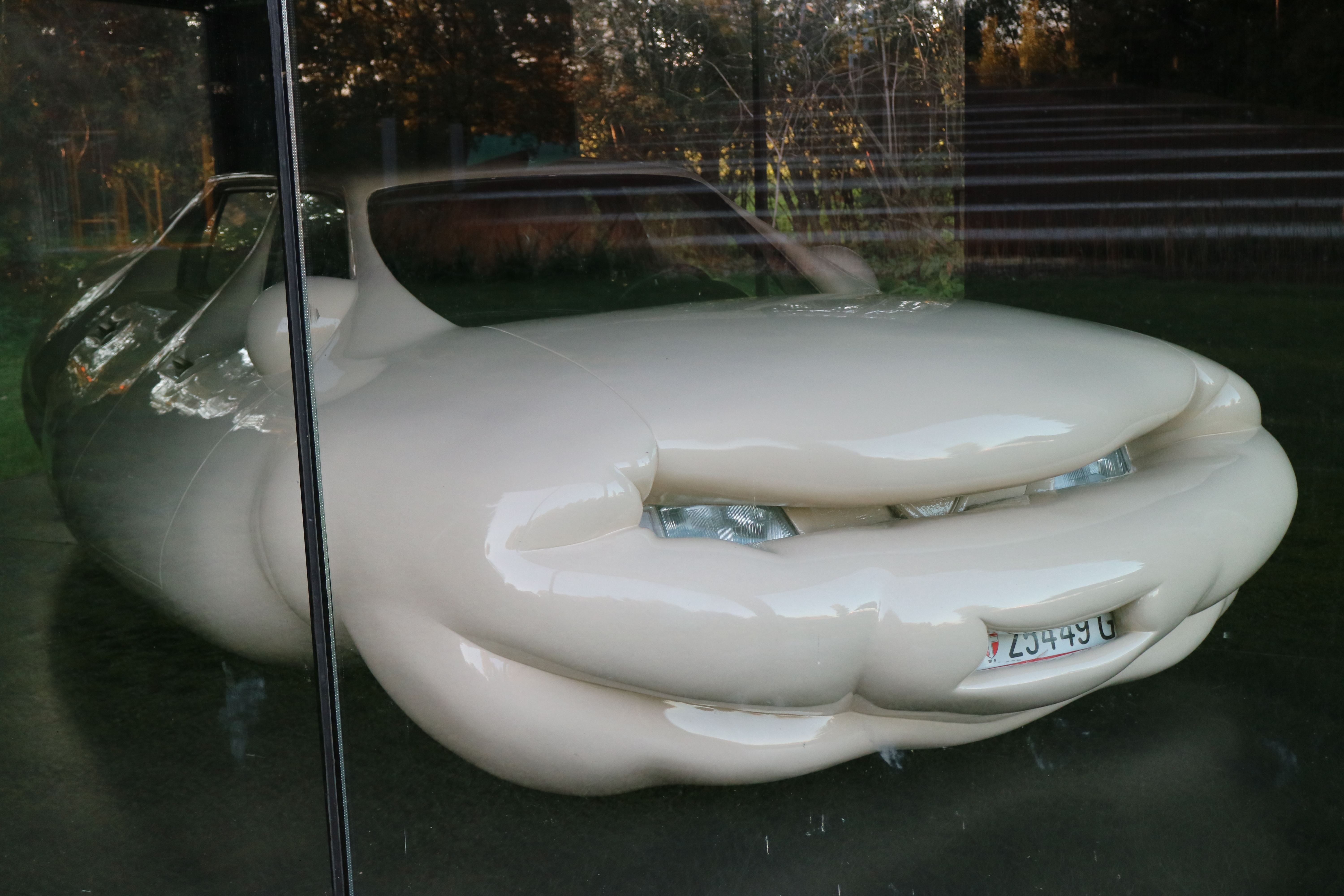
Fat Car, Österreichischer Skulpturenpark
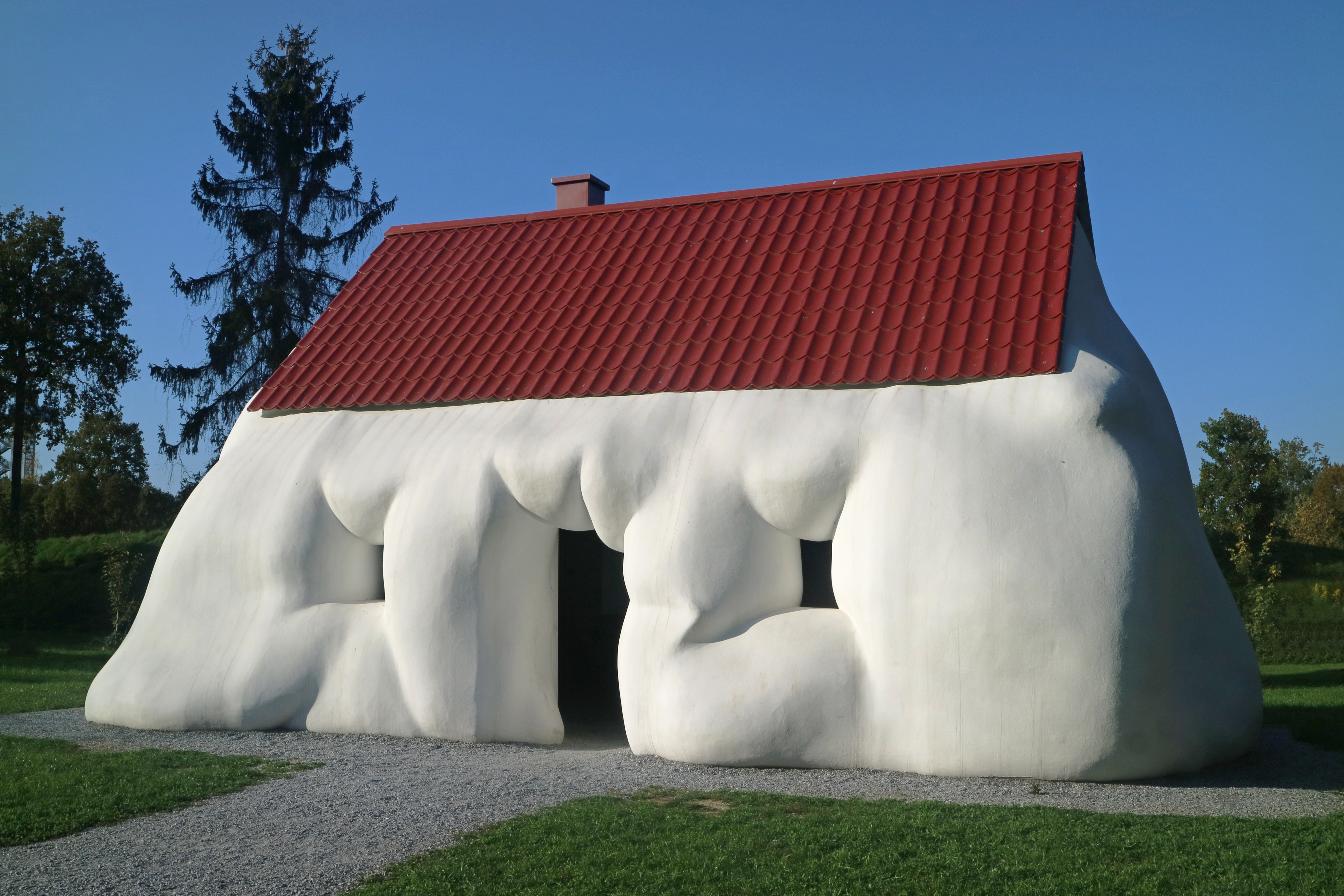
Fat House, Österreichischer Skulpturenpark

## Expositions

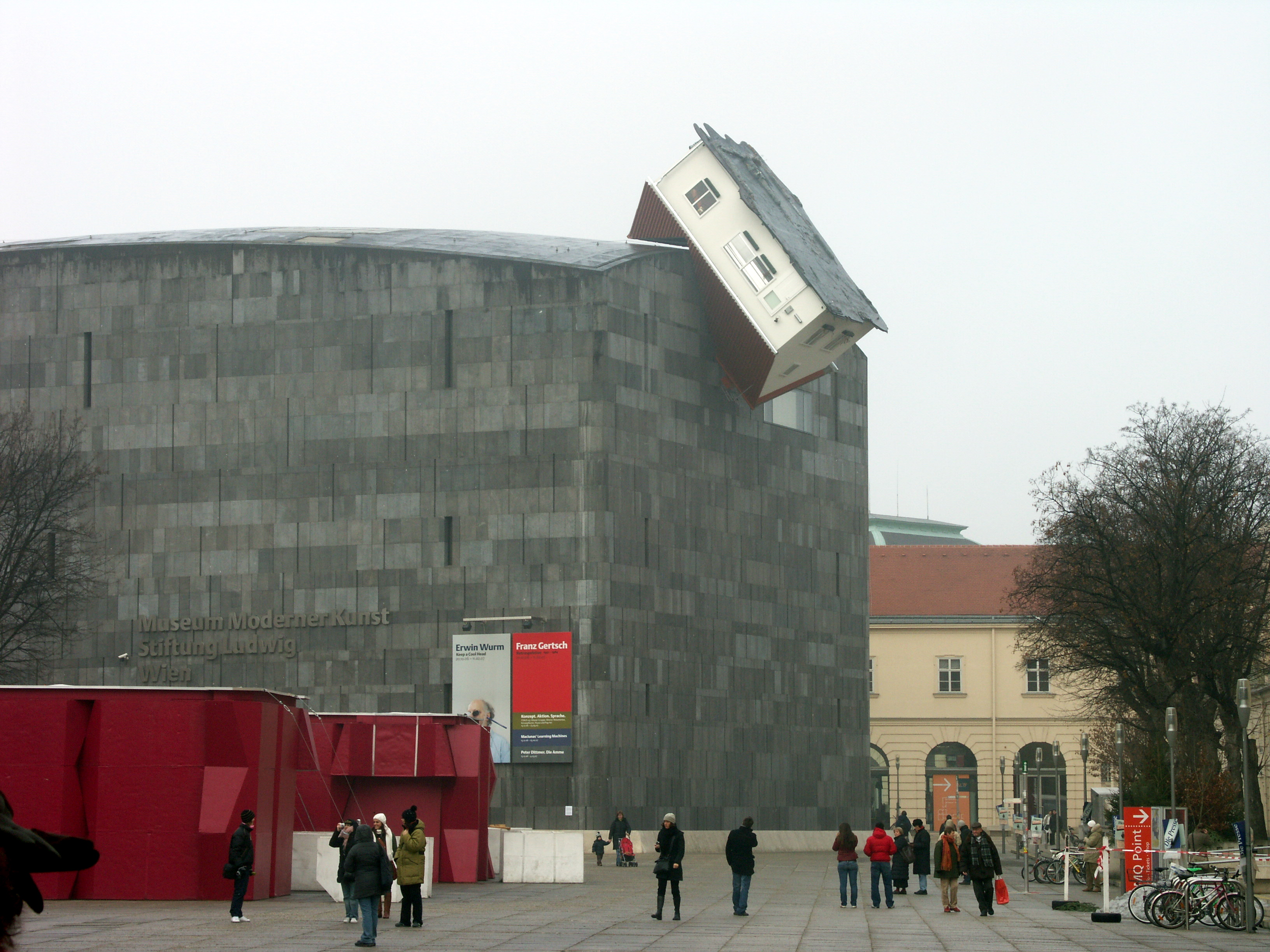
2006 : House Attack sur le MUMOK, Vienne, Autriche

- Richard Kuhlenschmidt Gallery, Los Angeles, Stux Gallery, New York, 1990
- Landesmuseum Joanneum, Studio, Graz, Autriche, 1991
- Villa Arson, Nice, France, 1993
- Art & Architecture Gallery, New York, 1994
- Galerie Sylvana Lorenz, Paris, France, 1994
- 22 °C, Kunstmuseum St. Gallen, Switzerland Kunstverein Freiburg, Allemagne, 1995
- The presence of Touch, The School, The Art Institue of Chicago, 1996
- Villa de Noailles, Hyères, France, 1997
- Galerie Tanya Rumpff, Haarlem, Pays-Bas (avec Martin Walde), 1998
- EXTRAetORDINAIRE, Le printemps de Cahors, Toulouse, France, 1999
- Kunsthaus Bregenz, Autriche, 1999
- CAN Centre d'Art Neuchâtel, Suisse, 1999
- Project Wall, Rosamund Felsen Gallery, Los Angeles, 1999
- Photographers Gallery, Londres, 2000
- F.R.A.C Limousin, Limoges, France, 2000
- Jack Hanley Gallery, San Francisco, 2000
- Performance Drawings, Drawing Centre, New York, 2001
- Galerie Krinzinger, Vienne, Autriche, 2001
- 5e biennale d'art contemporain de Lyon, France, 2001
- Centre national de la photographie, Paris, France, 2002
- MASS MOCA, Museum of Contemporary Art, Massachusetts, 2002
- Time, Museum of Modern Art, New York, 2002
- Fat Car, Palais de Tokyo, Paris, France, 2002
- MUMOK, Musée d'art moderne, Vienne, Autriche, 2006
- Rétrospective, 6 juin - 5 août 2007, Musée d'art contemporain de Lyon : voir également Truck
- Xavier Hufkens Gallery, Desperate Philosophers, Bruxelles, 2009
- Erwin Wurm, Wear Me Out, Middelheim Museum Antwerp, 2011
- One minute forever, artconnexion, Lille, France, 2013
- Euclidean Exercises, IMA (Indianapolis Museum of Art), Indianapolis, Indiana, USA, 2015
- Disruption, Sara Hildén Art Museum, Tampere, Finlande, 2015
- Fichte, Kunstmuseum Wolfsburg, Wolfsburg, Allemagne, 2015
- Bei Mutti, Berlinische Galerie – Museum für Moderne Kunst, Berlin, Allemagne, 2016
- Zwielicht, Galerie Thaddaeus Ropac, Salzburg, Autriche, 2016
- Lost, Galerie Thaddaeus Ropac, Paris Marais, France, 2016
- Nudelskulpturen, Lenbachhaus, Munich, Allemagne, 2016
- The Philosophy of Instructions, BACC (Bangkok Art and Culture Center), Bangkok, Thailand, 2016
- Centre Culturel de la Banque du Brésil, Rio de Janeiro, São Paulo et Brasilia, Brésil, 2017
- Lehmbruck Museum, Duisburg, Allemagne , 2017
- Peace & Plenty, Kunstmuseum Luzern, Suisse and Albertina, Vienne, Austriche, 2018
- Hot Dog Bus, Public Art Fund, New York, USA, 2018
- Erwin Wurm Photographs, Maison européenne de la photographie, Paris, 2020